# Linköpings stiftsblad
Linköpings stiftsblad är en tidskrift som ges ut till alla anställda och förtroendevalda inom Svenska kyrkan i Linköpings stift. Övriga medlemmar av Svenska kyrkan har också möjlighet att prenumerera på den. Stiftsbladet ges ut av Linköpings stiftsstyrelse och utkommer med sex nummer per år.